# Galiny Duże
Galiny Duże – dawna wieś w Polsce, w województwie łódzkim, w powiecie rawskim, w gminie Biała Rawska.
1 stycznia 2024 nazwa miejscowości została zniesiona.
Wieś wymieniona w 1415 r. jako Galino, w 1933 r. włączona do wsi Tuniki.